# 和田岬砲台

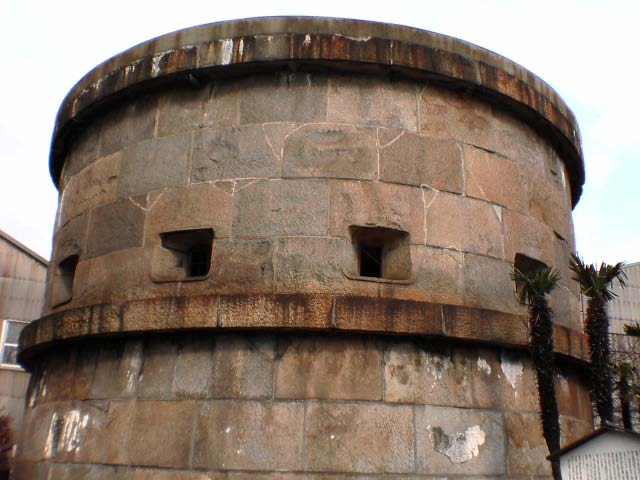
和田岬砲台

和田岬砲台（わだみさきほうだい）は、神戸市兵庫区にある砲台跡。国指定の史跡である。
和田岬の先端近く、三菱重工業敷地内に残る。勝海舟の設計で1863年（文久3年）着工、1864年（元治元年）完成。工費2万5千両。当時徳川幕府は同時に神戸の川崎、舞子と和田岬、西宮の香櫨園と今津、淡路島の松帆に同型の砲台を建設したが、現存するのは和田岬と香櫨園（西宮砲台）のみ。実戦には使用せずに終わる。「臼砲台」「石堡塔」と呼ばれていた｡
現在は三菱重工業神戸造船所内にあるため、一般公開時以外は予約が必要である。

## 歴史
- 1863年（文久3年）勝海舟の設計により徳川幕府が建設、灘の嘉納次郎作が工事請負、着工。
- 1864年（元治元年）完成。
- 1921年（大正11年）兵庫県史跡第1号に指定[1]｡
- 1925年（大正15年）屋根及び内部の大修理実施。
- 2009年（平成21年）内部・外部周辺大修理[2]。
- 2014年（平成26年）平成の大修理が完了。

## 構造
外郭部は塩飽諸島の御影石による石造、内部は神戸布引・鉄拐山のケヤキ材を使用した木造2階建て。当時は周囲に星型土塁が築かれていた。また内部には砲身冷却用の井戸がある。高さは約6間、周囲約21間。

## 交通アクセス
- 山陽本線和田岬支線・神戸市営地下鉄海岸線 和田岬駅